# They Met in the Dark
They Met in the Dark is een Engelse speelfilm uit 1943, geregisseerd door Karel Lamač. De film is gebaseerd op de roman The Vanished Corpse van Anthony Gilbert.